# Антон Вільгельм Амо
Антон Вільгельм Амо (лат. Antonius Guilielmus Amo Afer ab Aximo in Guinea; 1703-1756) був першим відомим філософом африканського походження в Німеччині. Народився в Nkubeami поблизу Аксіма на території сучасної Гани.

## Життя і творчість
Амо потрапив до Європи незрозумілими шляхами. Він походив з Амстердам. двору герцога Брауншвейзького і був охрещений під його патронатом. Амо навчався у Віттенберг і здобув там ступінь доктора філософії. Після роботи в Єні, Галле та Вольфенбюттелі він повернувся до Африки

## Прийом
Останніми роками в Німеччина пропонується називати громадські площі на честь Амо, і в деяких випадках це вже зроблено (наприклад, Штутгарт). Його пам'ять була вшанована на кількох музейних виставках, таких як «Антон Вільгельм Амо. Між світами» у Віттенберзі в 2024 році.
Куратором цієї виставки був етнолог Нільс Зееталер.